# Daniel Sanders
Daniel Sanders (Three Bridge, Victoria, 30 de agosto de 1994) es un motociclista profesional australiano, actualmente compite en el Rally Dakar.

## Carrera deportiva
Es piloto de motociclismo de rally raid, especialista en enduro, empezando desde los 13 años en el deporte motor, a sus 19 años lograría su primer victoria en la categoría australiana de enduro U19 y en 2015 seria campeón de la E3 Rally. 
En 2021, participaría por primera vez en la categoría de motos del Rally Dakar, finalizando en el cuarto puesto y siendo conmemorado como mejor novato como KTM privado en el Rally Dakar de 2021.
En 2025, ganaría su primera competencia de motos, estando todas las etapas líder y ganando 5 de ellas, logro consagrarse con una ventaja de poco menos de 9 minutos y 15 minutos sobre los pilotos de Honda Tosha Schareina y Adrien van Beveren, respectivamente.

## Vida personal
Sanders se dedica a la apicultura, tiene una granja en su ciudad natal de Victoria, teniendo su propia producción de miel.

## Palmarés
| Año  | Título ganado              | Categoría |
| ---- | -------------------------- | --------- |
| 2023 | Sonora Rally               | Motos     |
| 2024 | Rally de Marruecos         | Motos     |
| 2025 | Rally Dakar                | Motos     |
| 2025 | Abu Dhabi Desert Challenge | Motos     |
| 2025 | South African Safari Rally | Motos     |

## Resultados

### Campeonato Mundial de Rally Raid (FIM)
| Año     | Clase | Categoría | Vehículo | Posición | Puntaje | Victorias     |
| ------- | ----- | --------- | -------- | -------- | ------- | ------------- |
| 2023    | Motos | RallyGP   | Gas Gas  | 8.º      | 25      | 1 (Sonora)    |
| 2024    | Motos | RallyGP   | KTM      | NC*      | 0       | 1 (Marruecos) |
| Fuente: |       |           |          |          |         |               |

Notas:
- NC: No cumplió con los lineamientos de la competencia.

### Rally Dakar
| Año     | Clase | Vehículo | Posición | Victorias de etapa |
| ------- | ----- | -------- | -------- | ------------------ |
| 2021    | Motos | KTM      | 4.º      | -                  |
| 2022    | Motos | Gas Gas  | Ret.     | 3                  |
| 2023    | Motos | Gas Gas  | 7.º      | 1                  |
| 2024    | Motos | Gas Gas  | 8.º      | -                  |
| 2025    | Motos | KTM      | 1.º      | 5                  |
| Fuente: |       |          |          |                    |